# Нютонов пръстен
Нютоновите пръстени са пръстеновидни интерференционни минимуми и максимуми, получени при отражение на светлина между две пластинки с различни повърхностни кривини. Колкото по-близки са кривините - толкова по-ясна е картината, която се наблюдава отгоре (посоката на падане на светлината към пластинките). При осветяване с монохроматична светлина, нютоновите пръстени са редуващи се тъмни и светли ивици, а при бяла светлина светлите ивици са с различен цвят. Външните пръстени са разположени по-нагъсто, отколкото тези близо до центъра.
Радиусът на m-тата светла ивица се получава от:
{\displaystyle x_{m}=[(m+{1 \over 2})\lambda R]^{1 \over 2}}
където:
R е радиусът на сферичната леща, през която преминава светлината
m (0,1,2,3...) е номерът на поредната ивица
λ е дължината на вълната на светлината
Нютоновите пръстени са описани за пръв път през 1664 от Робърт Хук. Наречени са на Исак Нютон, който ги изследва малко по-късно.
|  | Тази страница частично или изцяло представлява превод на страницата Newton's rings в Уикипедия на английски. Оригиналният текст, както и този превод, са защитени от Лиценза „Криейтив Комънс – Признание – Споделяне на споделеното“, а за съдържание, създадено преди юни 2009 година – от Лиценза за свободна документация на ГНУ. Прегледайте историята на редакциите на оригиналната страница, както и на преводната страница, за да видите списъка на съавторите. ВАЖНО: Този шаблон се отнася единствено до авторските права върху съдържанието на статията. Добавянето му не отменя изискването да се посочват конкретни източници на твърденията, които да бъдат благонадеждни. |